# Apterophora intermedia
Apterophora intermedia är en tvåvingeart som beskrevs av Prado 1976. Apterophora intermedia ingår i släktet Apterophora och familjen puckelflugor.
Artens utbredningsområde är Ecuador. Inga underarter finns listade i Catalogue of Life.